# Socorroita
Socorroita is een geslacht van kevers uit de familie bladkevers (Chrysomelidae).
De wetenschappelijke naam van het geslacht werd in 1956 gepubliceerd door Bechyne.

## Soorten
- Socorroita carinipennis (Bowditch, 1923)
- Socorroita elvira Bechyne, 1956